# Sam Raimi
Sam Raimi (ur. 23 października 1959 w Royal Oak, Michigan) – amerykański reżyser, scenarzysta, producent i aktor.

## Życiorys
Urodził się w konserwatywnej żydowskiej rodzinie jako syn kupców Celii Barbary (z domu Abrams) i Leonarda Ronalda Raimiego. Jego bratem jest Ted Raimi – aktor znany głównie z ról w serialach SeaQuest i Xena: Wojownicza księżniczka. Filmem interesował się od dziecka. Już w wieku 8 lat zaczął kręcić amatorskie filmiki grozy. Zaraz po ukończeniu studiów literackich na Michigan State University, założył razem z przyjaciółmi firmę produkcyjną Renaissance Pictures.
Ich pierwszym wspólnym filmem było Martwe zło (1981). Niespodziewanie stał on się wielkim przebojem, który zrobił prawdziwą furorę na festiwalu w Cannes w 1983. Raimi jeszcze dwukrotnie wracał do tego tytułu, kręcąc jego kontynuacje w 1987 i 1993. Kolejnym jego sukcesem okazał się mroczny horror Człowiek ciemności (1990) z Liamem Neesonem. Z powodzeniem próbował swoich sił także w innych gatunkach. Nakręcił western Szybcy i martwi (1995) z Sharon Stone, Russellem Crowe’em i Gene Hackmanem, przewrotny kryminał Prosty plan (1998) oraz romantyczny dramat Gra o miłość (1999) z Kevinem Costnerem. Największym jego sukcesem jest Spider-Man (2002), który tylko w samych Stanach Zjednoczonych zarobił ponad 400 milionów dolarów. W 2004 Raimi wyreżyserował drugą część, a w 2007 trzecią część człowieka-pająka.

## Filmografia

### Reżyser
- It's Murder! (1977) (film krótkometrażowy)
- W środku lasu (Within the Woods, 1978) (film krótkometrażowy)
- Clockwork (1978) (film krótkometrażowy)
- Martwe zło (The Evil Dead, 1981)
- Fala zbrodni (Crimewave, 1985)
- Martwe zło 2 (Evil Dead II, 1987)
- Człowiek ciemności (Darkman, 1990)
- Armia ciemności (Army of Darkness, 1993)
- Szybcy i martwi (The Quick and the Dead, 1995)
- Prosty plan (A Simple Plan, 1998)
- Gra o miłość (For Love of the Game, 1999)
- Dotyk przeznaczenia (The Gift, 2000)
- Spider-Man (2002)
- Spider-Man 2 (2004)
- Spider-Man 3 (2007)
- Wrota do piekieł (Drag Me to Hell, 2009)
- Oz: Wielki i potężny (Oz The Great and Powerful, 2013)
- Doktor Strange w multiwersum obłędu (2022)

### Scenarzysta
- W środku lasu (Within the Woods, 1978) (film krótkometrażowy)
- Martwe zło (The Evil Dead, 1981)
- Fala zbrodni (Crimewave, 1985)
- Martwe zło 2 (Evil Dead II, 1987)
- Luz na kółkach (Easy Wheels, 1989)
- Człowiek ciemności (Darkman, 1990)
- The Nutt House (1992)
- Armia ciemności (Army of Darkness, 1993)
- Hudsucker Proxy (The Hudsucker Proxy, 1994)
- Spider-Man 3 (2007)
- Wrota do piekieł (Drag Me to Hell, 2009)